# Annemarie Korff
Annemarie Margarethe Korff (* 7. Januar 1909 in Stolp; † 6. Januar 1976 in Marburg) war eine deutsche Schauspielerin.

## Leben
Sie erhielt ihre künstlerische Ausbildung 1930 bis 1932 bei Else Moest an der Schauspielschule des Lessingtheaters in Berlin. Ihr Debüt gab sie 1933 bei einer Tournee als Ella de Laché in Charleys Tante.
Im selben Jahr kam sie zum Film und wirkte bis 1940 als Nebendarstellerin in mehreren Produktionen mit. Wiederholt verkörperte sie Sekretärinnen. Von 1939 bis 1943 war sie Sprecherin beim Fernsehsender Berlin, 1944 beim Rundfunksender Berlin und beim Deutschlandsender.
Von 1945 bis 1947 agierte sie an den Kammerspielen des Deutschen Theaters in Berlin, von 1947 bis 1949 am Stadttheater Gießen, von 1950 bis 1952 am Theater Osnabrück und ab 1952 am Staatstheater Oldenburg. Dort mimte sie unter anderem Mrs. Erlynne in Lady Windermeres Fächer. Zudem arbeitete Korff seit 1953 als Sprecherin für Radio Bremen.

## Filmografie
- 1933: Der Läufer von Marathon
- 1933: Ich will Dich Liebe lehren
- 1935: Frischer Wind aus Kanada
- 1935: Amphitryon – Aus den Wolken kommt das Glück
- 1935: Ein idealer Gatte
- 1935: April, April!
- 1936: Rosen und Liebe
- 1936: Aufmachen, Kriminalpolizei
- 1936: Soldaten - Kameraden
- 1936: Boccaccio
- 1936: Männer vor der Ehe
- 1936: Geheimnis eines alten Hauses
- 1937: Heiratsinstitut Ida & Co
- 1938: Anna Favetti
- 1938: Du und ich
- 1939: Die Geliebte
- 1939: Heimatland
- 1939: Nanette
- 1940: Polterabend
- 1940: Mädchen im Vorzimmer
- 1940: Wie konntest Du, Veronika!